# Наполеон Динамит
„Наполеон Динамит“ (на английски: Napoleon Dynamite) е американски комедиен филм от 2004 г., продуциран от Джеръми Кун, Крис Уайт и Шон Ковъл, по сценарий на Джаред и Джеруша Хес, и режисиран от Джаред Хес. Във филма участват Джон Хедър, Джон Грийс, Арън Руел, Ефрен Рамирес, Тина Маджорино и Дийдрик Бейдър.